# South San Jose Hills (Kalifornija)
South San Jose Hills je naseljeno područje za statističke svrhe u američkoj saveznoj državi Kalifornija. Prema popisu stanovništva iz 2010. u njemu je živjelo 20.551 stanovnika.